# Takuya Satō
Takuya Satō (佐藤 拓也 Satō Takuya?,  Prefectura de Miyagi, Japón, 19 de mayo de 1984) es un actor de voz japonés, afiliado a Ken Production. Antes de su primer papel principal en la serie de anime Cardfight!! Vanguard en 2011, Satō era principalmente conocido por doblar dramas extranjeros.

## Filmografía

### Anime
| Año       | Título                                  | Papel                                   | Notas                                      | Referencias       |
| --------- | --------------------------------------- | --------------------------------------- | ------------------------------------------ | ----------------- |
| 2006      | Gintama                                 | Samurái                                 |                                            |                   |
| 2007      | Kaze no Stigma                          | Seed                                    |                                            |                   |
| 2007      | Blue Drop                               | Maestro                                 |                                            |                   |
| 2007      | Clannad                                 | Caballero                               |                                            |                   |
| 2007      | Shugo Chara!                            | Okashin                                 |                                            |                   |
| 2008      | Nabari no Ō                             | Estudiante, Fumonishin                  |                                            |                   |
| 2008      | Monochrome Factor                       | Aku                                     |                                            |                   |
| 2008      | Uchi no Sanshimai                       | Empleado                                |                                            |                   |
| 2008      | Golgo 13                                | Hombre                                  |                                            |                   |
| 2008      | Nijū Mensō no Musume                    | Hide                                    |                                            |                   |
| 2008      | Tetsuwan Birdy                          | Policía                                 |                                            |                   |
| 2008      | Toradora!                               | Estudiante                              |                                            | [ 2 ]             |
| 2008      | Yozakura Quartet                        | Townsperson                             |                                            | [ 3 ]             |
| 2008      | Shugo Chara!! Doki—                     | PA                                      |                                            | [ 3 ]             |
| 2008      | Kannagi                                 | Estudiante                              |                                            | [ 3 ]             |
| 2008      | Tytania                                 | Comandante                              |                                            | [ 3 ]             |
| 2009      | Hajime no Ippo: New Challenger          | Watanabe Makino                         |                                            | [ 3 ]             |
| 2009      | Asu no Yoichi                           | Estudiante, chico apuesto               |                                            | [ 3 ]             |
| 2009      | Kuro Kami                               | Master route                            |                                            | [ 3 ]             |
| 2009      | Arad Senki ~ Slap-up Party ~            | Swordsman                               |                                            | [ 3 ]             |
| 2009      | Shangri-La                              | Subordinado                             |                                            | [ 3 ]             |
| 2009      | Kämpfer                                 | Estudiante                              |                                            | [ 3 ]             |
| 2009      | Toaru Kagaku no Rērugan                 | Aku                                     |                                            | [ 3 ]             |
| 2010      | HeartCatch PreCure!                     | Mayordomo                               |                                            | [ 3 ]             |
| 2010      | Big Windup! Natsu no Taikai-hen         | Toru Sugita                             |                                            | [ 3 ]             |
| 2010      | Ichiban Ushiro no Dai Maō               | Cabinet secretary                       |                                            | [ 3 ]             |
| 2010      | The Tatami Galaxy                       | Estudiante                              |                                            | [ 3 ]             |
| 2011      | Cardfight!! Vanguard                    | Toshiki Kai                             | También apareció en Cardfight!! Vanguard G | [ 3 ] [ 2 ] [ 4 ] |
| 2011      | Tiger & Bunny                           | On-site male live condition             |                                            | [ 3 ]             |
| 2011      | Denpa Onna to Seishun Otoko             | Hombre de TV                            |                                            | [ 3 ]             |
| 2011      | Chihayafuru                             | Varios                                  |                                            | [ 3 ]             |
| 2011      | Un-Go                                   | Representante                           |                                            | [ 3 ]             |
| 2012      | Nazo no Kanojo X                        | Nakajima                                |                                            | [ 3 ]             |
| 2012      | La storia della Arcana Famiglia         | Marinero                                |                                            | [ 3 ]             |
| 2012      | JoJo's Bizarre Adventure                | Caesar A. Zeppeli                       | 5 temporadas                               | [ 3 ]             |
| 2012      | Medaka Box Abnormal                     | Itoshima Military Regulations           | TV                                         | [ 3 ]             |
| 2013      | Chihayafuru 2                           | Takashi Nakura                          |                                            | [ 3 ]             |
| 2013      | Doki Doki! PreCure                      | Nikaidou                                |                                            | [ 3 ]             |
| 2013      | Karneval                                | Murano                                  |                                            | [ 3 ]             |
| 201       | Gifu Dodo!! Kanetsugu and Kyōji         | Maeda Keiji                             |                                            | [ 3 ] [ 5 ]       |
| 2013      | Gundam Build Fighters                   | Tatsuya Yuuki                           |                                            | [ 3 ] [ 6 ]       |
| 2014-55   | Minna Atsumare! Falcom Gakuen           | Gash                                    | 2 temporadas                               | [ 3 ] [ 7 ]       |
| 2014      | Hamatora                                | Kitazawa                                |                                            | [ 3 ]             |
| 2014      | Bokura wa Minna Kawai-sō                | Usa's delusion Twink                    | TV                                         | [ 3 ]             |
| 2014-15   | Haikyū!!                                | Yasushi Kamasaki                        | 2 temporadas                               | [ 3 ]             |
| 2014      | Monster Retsuden Oreca Battle           | Water warrior Flow                      |                                            | [ 3 ]             |
| 2014      | Gundam Reconguista in G                 | Luin Lee                                |                                            | [ 3 ] [ 8 ]       |
| 2014      | Aikatsu!                                | Hosoya Producer                         | Temporada 3                                | [ 3 ]             |
| 2014      | Gundam Build Fighters Try               | Meijin Kawaguchi III                    |                                            | [ 3 ]             |
| 2014      | Psycho-Pass 2                           | Kijirazawa Asahi                        |                                            | [ 3 ]             |
| 2015      | Assassination Classroom                 | Kazutaka Shindō                         |                                            | [ 3 ]             |
| 2015}     | Seiken Tsukai no World Break            | Kirsan Romanovich Pavlyuchenko          |                                            | [ 3 ]             |
| 2015      | Garo: Crimson Moon                      | Katsuragi no Hisayori                   |                                            | [ 3 ]             |
| 2016      | Norn9                                   | Masamune Tōya                           |                                            | [ 3 ] [ 9 ]       |
| 2016      | Phantasy Star Online 2                  | Masaya Kudō                             |                                            | [ 3 ] [ 10 ]      |
| 2016      | Shōjo-tachi wa Kōya wo Mezasu           | Programador                             |                                            | [ 3 ]             |
| 2016      | Terra Formars: Revenge                  | Kyo Hyuga                               |                                            | [ 3 ]             |
| 2016      | Kōtetsujō no Kabaneri                   | Nisuke, Shion                           |                                            | [ 3 ]             |
| 2016      | D.Gray-man Hallow                       | Yu Kanda                                |                                            | [ 3 ]             |
| 2016      | Bloodivores                             | Lee Shin                                |                                            | [ 3 ]             |
| 2016      | Touken Ranbu: Hanamaru                  | Kōsetsu Samonji, Shokudaikiri Mitsutada |                                            | [ 3 ]             |
| 2017      | ACCA: 13-ku Kansatsu-ka                 | Leliumum brother                        |                                            | [ 3 ]             |
| 2017      | Super Lovers 2                          | Natsuo Shiba                            |                                            | [ 3 ] [ 11 ]      |
| 2017      | Kirakira PreCure a la Mode              | Mitsuyoshi Mizushima                    |                                            | [ 3 ]             |
| 2017      | Nana Maru San Batsu                     | Gakuto Sasajima                         |                                            | [ 3 ] [ 12 ]      |
| 2017      | Shōkoku no Altair                       | Ibrahim                                 |                                            | [ 3 ] [ 13 ]      |
| 2017      | Sengoku Night Blood                     | Kojuro Katakura                         |                                            | [ 14 ] [ 15 ]     |
| 2018      | Idolish7                                | Ryūnosuke Tsunashi                      | mixed-media project                        | [ 16 ] [ 17 ]     |
| 2018      | Dakaretai Otoko 1-i ni Odosarete Imasu. | Chihiro Ayagi                           |                                            | [ 18 ]            |
| 2018-2019 | Captain Tsubasa                         | Kōjirō Hyūga                            |                                            |                   |
| 2018      | Butlers: Chitose Momotose Monogatari    | Tsubasa Hayakawa                        |                                            | [ 19 ]            |
| 2019      | The Ones Within                         | Kaikoku Onigasaki                       |                                            |                   |
| 2019      | Mairimashita! Iruma-kun                 | Sabnock Sabro                           |                                            |                   |
| 2020      | Yūkoku no Moriarty                      | Albert James Moriarty                   |                                            |                   |
| 2023      | Ragna Crimson                           | Baron Sierra                            |                                            |                   |
| 2026      | Dead Account                            | Yoimaru Azaki                           |                                            | [ 20 ]            |

### Películas
| Año  | Título                                                                                       | Papel          | Notas              | Referencias  |
| ---- | -------------------------------------------------------------------------------------------- | -------------- | ------------------ | ------------ |
| 2013 | DokiDoki! PreCure the Movie: Mana's Getting Married!!? The Dress of Hope Tied to the Future! | Nikaido        |                    | [ 3 ]        |
| 2014 | Cardfight!! Vanguard: Neon Messiah                                                           | Toshiki Kai    | Principal          | [ 3 ] [ 21 ] |
| 2016 | Cyborg 009: Call of Justice                                                                  | 002 (Jet Link) | Serie de películas | [ 3 ]        |

## Videojuegos
- JoJo's Bizarre Adventure: All Star Battle - Caesar A. Zeppeli
- Juegos de Cardfight!! Vanguard - Toshiki Kai
- Arknights - Midnight, 12F
- Assassin's Creed: Rogue - Shay Patrick Cormack
- JoJo's Bizarre Adventure: Eyes of Heaven - Caesar A. Zeppeli
- Tokyo Mirage Sessions #FE - Abel
- Idolish7 - Ryūnosuke Tsunashi
- Fire Emblem Heroes - Abel, Conrad
- The Seven Deadly Sins: Grand Cross - Shin
- Tales of Arise - Alphen
- Tales of Berseria - Benwick

## Doblaje
- Kick-Ass - Kick-Ass
- Despicable Me - Asistente
- Harry Potter y las reliquias de la Muerte: parte 1 - Bill Weasley
- Harry Potter y las reliquias de la Muerte: parte 2 - Bill Weasley
- Kick-Ass 2 - Kick-Ass